# Stefan Jakobsson
Björn Stefan Jakobsson, född 28 september 1968 i Lidköping, är en svensk politiker (sverigedemokrat), som var ordinarie riksdagsledamot 2014–2018, invald för Västmanlands läns valkrets.

## Biografi
Jakobsson har arbetat som gymnastiklärare och därefter varit anställd som riksombudsman för Sverigedemokraterna.
Han var ordinarie riksdagsledamot 2014–2018 för Västmanlands läns valkrets. I riksdagen var han ledamot i utbildningsutskottet 2014–2018 och suppleant i justitieutskottet. Han var Sverigedemokraternas skolpolitiske talesperson i riksdagen.
Under valrörelsen 2018 genomförde Aftonbladet en granskning av riksdagsledamöter i reportageserien Maktens kvitton, där bland annat Jakobsson figurerade med taxiresor för närmare 330 000 kronor under sin tid som riksdagsledamot. Efter granskningen drog Jakobsson den 4 september 2018 tillbaka sin riksdagskandidatur. I början av oktober 2018 bekräftade särskilda åklagarkammaren att en förundersökning inletts utifrån de uppgifter om Jakobsson som framkommit i Aftonbladets granskning och i september 2019 väcktes åtal för bedrägeri mot Jakobsson. Den 26 februari 2020 dömde Eskilstuna tingsrätt Jakobsson för bedrägeri begångna vid 39 tillfällen, efter att han enligt domen som riksdagsledamot bland annat låtit skattebetalarna stå för privata taxiresor och hotellövernattningar. Påföljden blev villkorlig dom och skadestånd till Riksdagsförvaltningen på närmare 11 000 kronor. Domen överklagades inte.
Efter att Jakobsson lämnat uppdraget som riksdagsledamot var han anställd på Sverigedemokraternas riksdagskansli till sommaren 2020 och därefter hos Sverigedemokraterna i Malmö.